# Khumbu

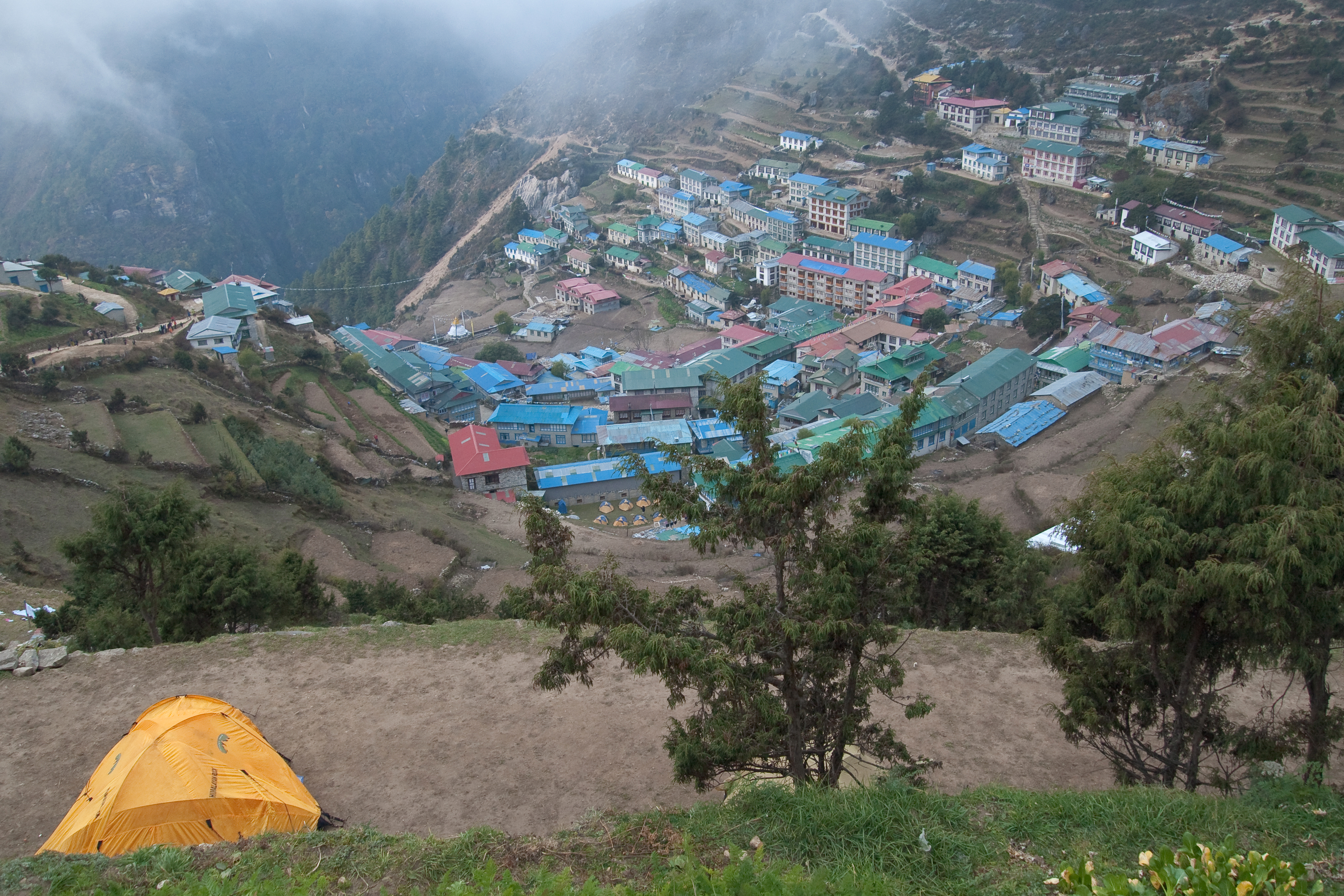
La ciudad de Namche Bazaar en la región de Khumbu.

Khumbu es una de las tres subregiones habitadas por sherpas en el Himalaya, siendo las otras dos Solu y Pharak. Khumbu se encuentra en el nordeste del Nepal e incluye la ciudad de Namche Bazaar, así como los pueblos de Thami, Khumjung, Pangboche, Chukhung, Pheriche y Kunde. El famoso monasterio budista de Tengboche se encuentra, también, en Khumbu.
La región de Khumbu es parte de la cordillera del Himalaya y, por tanto, tiene una gran disparidad de altitud, que va desde los 3300 hasta los 8850 metros, la altura del monte Everest y el punto más alto de la tierra. La región incluye el parque nacional de Sagarmatha, del que forma parte la mitad sur del Everest.
Se consideró durante bastante tiempo que Khumbu era el lugar de nacimiento de Tenzing Norgay, uno de los dos hombres que alcanzaron la cima del monte Everest por primera vez. Aunque pasó gran parte de su vida en la región, se descubrió en 1990 que era originario del Valle de Kharta, en el Tíbet, lo cual había ocultado por razones políticas.
La región de Khumbu es la parte más conocida de la cordillera del Himalaya en la que se encuentra el monte Everest, la subcordillera Mahalangur Himal. En Khumbu se encuentra el camino de aproximación estándar y el campamento base para ascender al Everest por la Vía del Collado Sur, la ruta más popular de ascenso. 

## Villas en la región de Khumbu
- Dingboche
- Kunde
- Khumjung
- Lobuche
- Lukla
- Namche Bazaar
- Tengboche
- Phortse
- Thame
- Thamo
- Pangboche
- Phakding
- Monjo